# Spilopimpla alluaudi
Spilopimpla alluaudi là một loài tò vò trong họ Ichneumonidae.